# Kashtan CIWS
El sistema de armas de defensa cercana (CIWS) Kashtan (del ruso: Каштан ‘Castaño’) es un sistema de armas de misiles de defensa aérea naval moderna desplegado por la Armada de Rusia.
Se encuentra en el portaaviones Almirante Kuznetsov, cruceros clase Kírov, clase Neustrashimy, en los destructores clase Sovremenny de la Armada del Ejército Popular de Liberación, en la fragatas clase Talwar de la India y en otros diseños modernos. La mayoría suele implementarse como un arma combinada y sistema de misiles, que proporciona una defensa contra misiles antibuques, misiles antirradar y bombas guiadas. El sistema también se puede emplear contra de las aeronaves de ala fija o rotatoria o incluso buques de superficie, tales como barcos de ataque rápido u objetivos en tierra.

## Diseño
El arma es un sistema modular que comprende un módulo de mando y por lo general dos módulos de combate, aunque el número puede ser hasta 8 en el caso del los portaaviones Almirante Kuznetsov e INS Vikramaditya. El módulo de mando detecta y rastrea amenazas, distribuye los datos de los objetivos a los módulos de combate, e identifica el modo IFF de abordar las amenazas. El módulo de comando tiene un radar de detección de objetos en 3D y un sistema de control integrado multi-banda todoclima. Dependiendo del número de módulos de combate instalados, el sistema puede atacar múltiples blancos simultáneamente. El módulo de combate rastrea de forma automática, ya sea utilizando el radar, el sistema de control electro-optrónico (tales como FLIRs ) o ambos, y después se acopla con los objetivos de misiles y cañones. Los módulos de combate están normalmente equipadas con dos cañones rotativos GSH-6-30K de seis cañones de 30 mm, alimentados por un mecanismo sin cinta, y dos lanzadores de misiles 9M311 equipados con 4 listos para lanzarse y cada uno alimentado por un sistema de recarga de almacenamiento de 32 misiles en recipientes listos para el lanzamiento. Individualmente, cada GSH-30K tiene una mayor cadencia de fuego en comparación con otras armas usadas por otros CIWS tales como el GAU-8 en el Goalkeeper y el M61 Vulcan en el Phalanx. Junto con una alta cadencia de fuego, la munición bastante pesada (390 g o 14 oz) utilizada por el Kashtan es comparable a la munición de uranio empobrecido del GAU-8 Avenger (425 g o 15,0 oz), aunque la velocidad de salida (y por lo tanto el impacto cinético y alcance efectivo) es ligeramente inferior, compensando en parte la alta calidad y cadencia de fuego.
Los misiles utilizados en el Kashtan son los misiles 9M311, que también se utiliza en el 9K22 Tunguska. El 9M311 es un misil SACLOS guiado, sin embargo, no está orientado de forma automática por el módulo de comando. Su ojiva pesa 9 kg (20 libras) y puede ser guiado por láser o por radio. La ojiva es de barra continua. La detonación de la ojiva producirá un círculo completo de fragmentación de 5 m de radio, dañando todo lo que esté en ese círculo.
La combinación de los misiles y armas de fuego, proporciona una protección más amplia en comparación con otros CIWS que solamente utilizan tanto misiles como cañones automáticos. El sistema tiene una probabilidad de destruir de 0,96-0,99.

## Usuarios

### Actuales
China
- Marina del Ejército Popular de Liberación[4]

 India
- Marina india[1][4]

 Rusia
- Armada de la Federación Rusa[1][4]

 Vietnam
- Armada de Vietnam[4]

### Anteriores
Unión Soviética
- Armada Soviética[1]

### Desarrollos relacionados
- KBP Instrument Design Bureau
- Pantsir-S1 (sistema de defensa antiaérea)
- Tunguska-M1

### Artículos similares
- Meroka CIWS
- Phalanx CIWS
- Breda Dardo
- Goalkeeper CIWS
- AK-630